# Veliki Draški vrh
Il Veliki Draški vrh con 2.348 m s.l.m. è una montagna della Catena del Tricorno della Slovenia compresa nel parco nazionale del Tricorno.